# Simone Campedelli
Simone Campedelli (Cesena, 26 luglio 1986) è un pilota di rally italiano.
Nel 2007 ha vinto il Trofeo Rally Terra in Italia a bordo di una Mitsubishi Lancer Evo9.

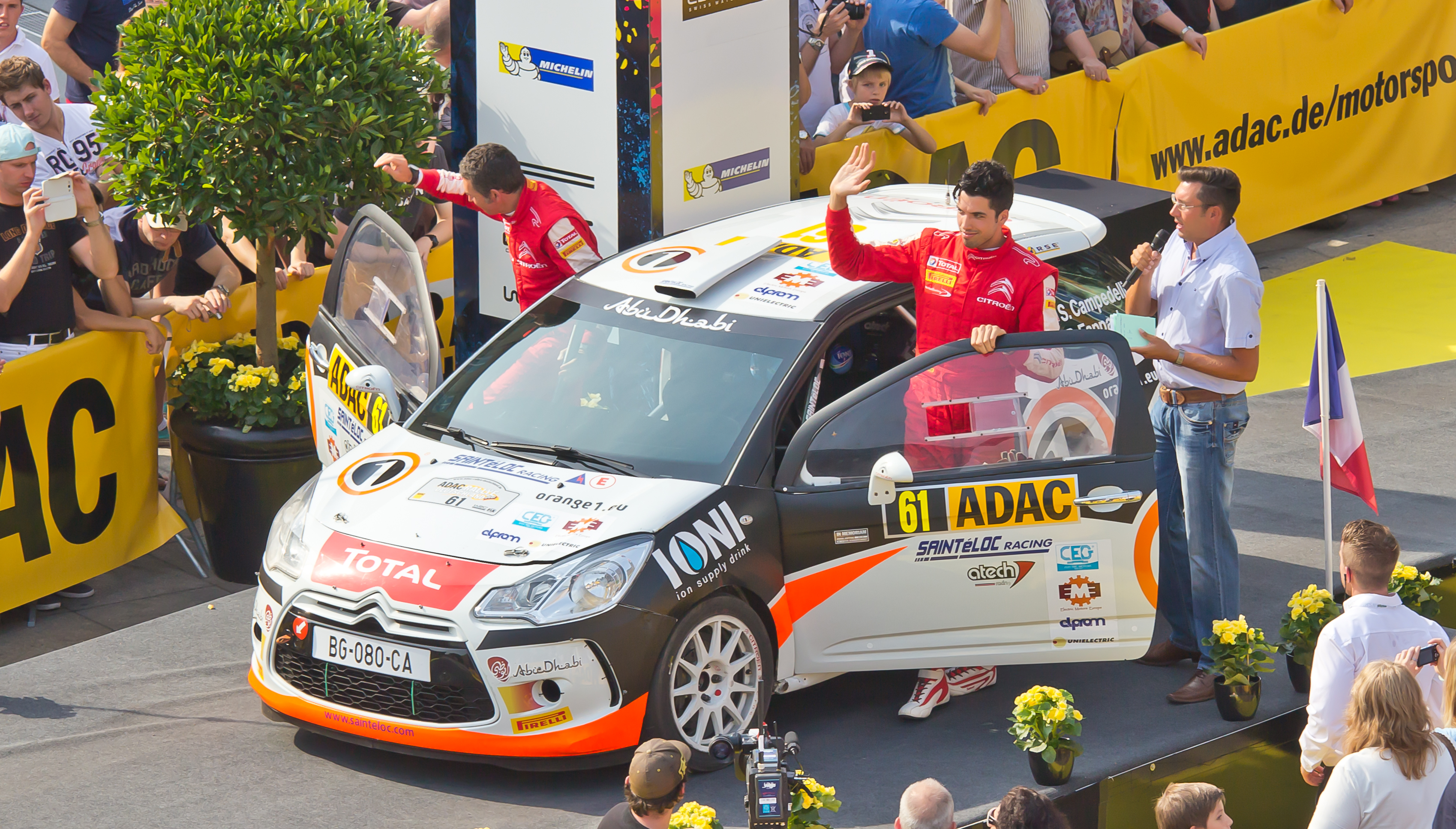
Campedelli al rally di Germana 2013

## Biografia
Il suo esordio negli sport motoristici è avvenuto nelle minimoto all'età di dodici anni.
Ha partecipato per tre stagioni al campionato italiano ed europeo andando a cogliere discreti risultati.
Da poco compiuti i 18 anni, suo padre (proprietario della Scuderia Rubicone Corse) a noleggiargli la Citroën C2 Challenge per il Rally Ronde del Rubicone 2004, gara di casa su fondo asfaltato e classica di fine stagione.
Il risultato è stato con un secondo posto di classe.
Il 2005 è iniziata una partecipazione continuativa alle gare del Campionato terra nazionale a bordo della Seat Ibiza Cupra a trazione anteriore.
A metà stagione il debutto con la Mitsubishi Lancer Evo VI, al Rally di San Marino; in quella gara conquistò la vittoria riservata ai piloti Under 25 ed un importante quindicesimo posto assoluto.
Diverse le partecipazioni e risultati ottenuti con svariati modelli di Mitsubishi Lancer Evolution durante la stagione per arrivare al risultato più importante di quell'anno, il terzo posto conquistato al Memorial Bettega Super N del Motorshow di Bologna.
Nel 2006 ha partecipato al Trofeo Mitsubishi Evo Cup, cogliendo un quarto posto in campionato con l'esordio nel Campionato Mondiale Rally, in Sardegna e a Cipro dove ha conquistato un'ulteriore quarta posizione e cinque punti nella classifica del Mondiale Rally Piloti Produzione; al Motorshow debutto con la Peugeot 206 WRC nella sfida avvenuta con piloti del carico di Gigi Galli, Toni Gardemeister e Chris Atkinson.
Il 2007 è stato campione del Trofeo Rally Terra 2007, con tre vittorie e due secondi posti su sei appuntamenti in programma, a bordo della Mitsubishi Lancer Evo IX del Tecno junior team e coadiuvato da Danilo Fappani.
A questo si sono aggiunti i risultati del Mondiale Rally, con il secondo posto in Sardegna, l'ottavo in Grecia e quarto in Irlanda che gli hanno valso 6 punti nella classifica mondiale a fine stagione.
A fine anno ha conquistato un premio ritirato alla festa di Autosprint – Caschi d'oro al palazzo dei congressi di Bologna: il casco d'argento come giovane promessa del rallysmo.
Nel 2008 e 2011 prende parte alle Superstars Series.
Dal 2009 al 2019 (tranne che nel 2015), gareggia in dieci edizioni del Campionato Italiano Rally, ottenendo a fine stagione tre quarti posti assoluti nel 2016, 2018 e 2019 e un terzo posto nel 2017.
Nel 2021 e 2022 partecipa nuovamente al Campionato europeo rally, arrivando secondo al Rally di Roma Capitale. Sempre nel 2022 vince con Tania Canton il Campionato Italiano Rally Asfalto.

## Palmarès
- Rally Targa Florio: 1

2019 su Ford Fiesta

## Risultati nel mondiale rally

### WRC
| 2006 | Scuderia          | Vettura                    |  |  |  |  |  |  |    |  |  |  |  |    |  |  |  |  | Punti | Pos. |
| ---- | ----------------- | -------------------------- |  |  |  |  |  |  | -- |  |  |  |  | -- |  |  |  |  | ----- | ---- |
| 2006 | Errani Team Group | Mitsubishi Lancer Evo VIII |  |  |  |  |  |  | 29 |  |  |  |  | 15 |  |  |  |  | 0     |      |

| 2007 | Scuderia          | Vettura                  |  |  |  |  |  |  |    |    |  |  |  |  |  |  |    |  | Punti | Pos. |
| ---- | ----------------- | ------------------------ |  |  |  |  |  |  | -- | -- |  |  |  |  |  |  | -- |  | ----- | ---- |
| 2007 | Errani Team Group | Mitsubishi Lancer Evo IX |  |  |  |  |  |  | 17 | 25 |  |  |  |  |  |  | 18 |  | 0     |      |

| 2008 | Scuderia       | Vettura                  |  |    |  |    |  |  |     |    |    |  |  |  |  |  |    |  | Punti | Pos. |
| ---- | -------------- | ------------------------ |  | -- |  | -- |  |  | --- | -- | -- |  |  |  |  |  | -- |  | ----- | ---- |
| 2008 | Rubicone Corse | Mitsubishi Lancer Evo IX |  | 20 |  | 19 |  |  | Rit | 18 | 29 |  |  |  |  |  | 42 |  | 0     |      |

| 2009 | Scuderia          | Vettura                  |  |  |     |  |  |     |  |  |  |  |  |  |  |  |  |  | Punti | Pos. |
| ---- | ----------------- | ------------------------ |  |  | --- |  |  | --- |  |  |  |  |  |  |  |  |  |  | ----- | ---- |
| 2009 | Errani Team Group | Mitsubishi Lancer Evo IX |  |  | Rit |  |  | Rit |  |  |  |  |  |  |  |  |  |  | 0     |      |

| 2013 | Scuderia         | Vettura         |  |  |  |    |  |  |     |    |     |  |  |  |  |  |  |  | Punti | Pos. |
| ---- | ---------------- | --------------- |  |  |  | -- |  |  | --- | -- | --- |  |  |  |  |  |  |  | ----- | ---- |
| 2013 | Saintéloc Racing | Citroën DS3 R3T |  |  |  | 32 |  |  | Rit | 25 | Rit |  |  |  |  |  |  |  | 0     |      |

| 2014 | Scuderia | Vettura         |  |  |  |    |  |  |  |  |  |  |  |  |  |  |  |  | Punti | Pos. |
| ---- | -------- | --------------- |  |  |  | -- |  |  |  |  |  |  |  |  |  |  |  |  | ----- | ---- |
| 2014 |          | Citroën DS3 R3T |  |  |  | 34 |  |  |  |  |  |  |  |  |  |  |  |  | 0     |      |

| 2019 | Scuderia                    | Vettura        |  |  |  |  |  |  |  |    |  |  |  |  |  |  |  |  | Punti | Pos. |
| ---- | --------------------------- | -------------- |  |  |  |  |  |  |  | -- |  |  |  |  |  |  |  |  | ----- | ---- |
| 2019 | Orange 1 M-Sport Rally Team | Ford Fiesta R5 |  |  |  |  |  |  |  | 39 |  |  |  |  |  |  |  |  | 0     |      |

| Legenda | 1º posto | 2º posto | 3º posto | A punti | Senza punti | Ritirato | Squalificato | NP=Non partito C=Gara cancellata | Apice=Power stage |

### P-WRC
| 2006 | Scuderia          | Vettura                    |  |  |  |  |  |  |  |  |  |  |  |   |  |  |  |  | Punti | Pos. |
| ---- | ----------------- | -------------------------- |  |  |  |  |  |  |  |  |  |  |  | - |  |  |  |  | ----- | ---- |
| 2006 | Errani Team Group | Mitsubishi Lancer Evo VIII |  |  |  |  |  |  |  |  |  |  |  | 4 |  |  |  |  | 5     | 16º  |

| 2007 | Scuderia          | Vettura                  |  |  |  |  |  |  |  |   |  |  |  |  |  |  |   |  | Punti | Pos. |
| ---- | ----------------- | ------------------------ |  |  |  |  |  |  |  | - |  |  |  |  |  |  | - |  | ----- | ---- |
| 2007 | Errani Team Group | Mitsubishi Lancer Evo IX |  |  |  |  |  |  |  | 8 |  |  |  |  |  |  | 4 |  | 6     | 20º  |

| 2008 | Scuderia       | Vettura                  |  |   |  |   |  |  |     |   |   |  |  |  |  |  |    |  | Punti | Pos. |
| ---- | -------------- | ------------------------ |  | - |  | - |  |  | --- | - | - |  |  |  |  |  | -- |  | ----- | ---- |
| 2008 | Rubicone Corse | Mitsubishi Lancer Evo IX |  | 9 |  | 9 |  |  | Rit | 7 | 8 |  |  |  |  |  | 10 |  | 3     | 28º  |

| 2009 | Scuderia          | Vettura                  |  |  |     |  |  |     |  |  |  |  |  |  |  |  |  |  | Punti | Pos. |
| ---- | ----------------- | ------------------------ |  |  | --- |  |  | --- |  |  |  |  |  |  |  |  |  |  | ----- | ---- |
| 2009 | Errani Team Group | Mitsubishi Lancer Evo IX |  |  | Rit |  |  | Rit |  |  |  |  |  |  |  |  |  |  | 0     |      |

| Legenda | 1º posto | 2º posto | 3º posto | A punti | Senza punti | Ritirato | Squalificato | NP=Non partito C=Gara cancellata | Apice=Power stage |

### WRC-3
| 2013 | Scuderia         | Vettura         |  |  |  |   |  |  |     |   |     |  |  |  |  |  |  |  | Punti | Pos. |
| ---- | ---------------- | --------------- |  |  |  | - |  |  | --- | - | --- |  |  |  |  |  |  |  | ----- | ---- |
| 2013 | Saintéloc Racing | Citroën DS3 R3T |  |  |  | 6 |  |  | Rit | 4 | Rit |  |  |  |  |  |  |  | 20    | 9º   |

| 2014 | Scuderia | Vettura         |  |  |  |   |  |  |  |  |  |  |  |  |  |  |  |  | Punti | Pos. |
| ---- | -------- | --------------- |  |  |  | - |  |  |  |  |  |  |  |  |  |  |  |  | ----- | ---- |
| 2014 |          | Citroën DS3 R3T |  |  |  | 5 |  |  |  |  |  |  |  |  |  |  |  |  | 10    | 15º  |

| Legenda | 1º posto | 2º posto | 3º posto | A punti | Senza punti | Ritirato | Squalificato | NP=Non partito C=Gara cancellata | Apice=Power stage |

### Junior WRC
| 2014 | Scuderia | Vettura         |  |  |  |   |  |  |  |  |  |  |  |  |  |  |  |  | Punti | Pos. |
| ---- | -------- | --------------- |  |  |  | - |  |  |  |  |  |  |  |  |  |  |  |  | ----- | ---- |
| 2014 |          | Citroën DS3 R3T |  |  |  | 5 |  |  |  |  |  |  |  |  |  |  |  |  | 0     |      |

| Legenda | 1º posto | 2º posto | 3º posto | A punti | Senza punti | Ritirato | Squalificato | NP=Non partito C=Gara cancellata | Apice=Power stage |

## Risultati nell'europeo rally
| Anno | Scuderia                    | Vettura                                       | 1       | 2       | 3      | 4      | 5       | 6       | 7     | 8     | 9   | 10  | 11      | 12  | Pos. | Punti |
| ---- | --------------------------- | --------------------------------------------- | ------- | ------- | ------ | ------ | ------- | ------- | ----- | ----- | --- | --- | ------- | --- | ---- | ----- |
| 2012 | Procar Rally Team           | Citroën DS3 R3T                               | JAN     | MIG 11  | CRO    | BUL    | YPR     | BOS     | MAD   | BAR   | PRI | POL | VAL     |     |      | 0     |
| 2013 | Rubicone Corse              | Citroën DS3 R3T                               | JAN     | LIE     | ISO    | AZZ    | COR     | YPR     | SIB   | BAR   | POL | CRO | SAN Rit | VAL |      | 0     |
| 2018 | Orange1 Racing Team         | Ford Fiesta R5                                | AZZ     | ISO     | ACR    | CIP    | ROM 22  | BAR     | POL   | LIE   |     |     |         |     | 31°  | 7     |
| 2019 | Orange 1 M-Sport Rally Team | Ford Fiesta Rally2                            | AZZ     | ISO     | LIE    | POL    | ROM 2   | BAR     | CIP   | UNG   |     |     |         |     | 13°  | 30    |
| 2021 | Team MRF Tyres              | Volkswagen Polo GTI R5 Škoda Fabia Rally2 evo | POL Rit | LIE     | ROM 17 | BAR    | AZZ     | SER 24  | UNG 5 | ISO 4 |     |     |         |     | 11°  | 41    |
| 2022 | Team MRF Tyres              | Škoda Fabia Rally2 evo                        | SER Rit | AZZ 7   | ISO 5  | POL 35 | LIE     | ROM 2   | BAR 6 | CAT   |     |     |         |     | 5°   | 71    |
| 2023 | Team MRF Tyres              | Škoda Fabia Rally2 evo                        | SER 23  | ISO Rit | POL 15 | LIE 10 | SCA Rit | ROM 115 | BAR   | UNG   |     |     |         |     | 32°  | 14    |
| 2024 |                             | Škoda Fabia RS Rally2                         | UNG     | ISO     | SCA    | EST    | ROM 2   | BAR     | CER   | SIL   |     |     |         |     | 17°  | 28    |